# Ficus aguaraguensis
Espèce
Synonymes
- Ficus aguaraguensis Vázq.Avila[2]
- Ficus garcia-barrigae Dugand[2]
- Ficus sibundoya Dugand[2]

Statut de conservation UICN

 VU B1+2ac : Vulnérable
Ficus aguaraguensis est une espèce de plantes de la famille des Moraceae.

## Publication originale
- Hickenia 1(46): 247. 1981.